# Witold Zagórski
Witold Zagórski (ur. 25 września 1930 w Warszawie, zm. 30 czerwca 2016) – polski koszykarz, następnie trener, twórca największych sukcesów reprezentacji Polski.

## Kariera zawodnicza
Witold Zagórski karierę zawodniczą rozpoczął w 1950 w Polonii Warszawa, w której grał do 1960. Zdobył z tą drużyną dwukrotnie wicemistrzostwo (1957, 1960) i mistrzostwo Polski (1959). Potem w 1960 został zawodnikiem Legii Warszawa z którymi zdobył mistrzostwo Polski w sezonie 1960/1961, po którym w wieku zaledwie 31 lat zakończył zawodniczą karierę.
Witold Zagórski w latach 1951–1956 rozegrał 49 meczów w reprezentacji Polski, z którą brał udział na mistrzostwach Europy w Budapeszcie 1955, na których Polska uplasowała się na 5. miejscu.

## Kariera trenerska
Witold Zagórski po zakończeniu zawodniczej kariery rozpoczął karierę trenerską, w której odnosił znacznie większe sukcesy. W 1961 zastąpił Zygmunta Olesiewicza na stanowisku trenera reprezentacji Polski, która za kadencji Zagórskiego odnosiła swoje największe sukcesy w historii. W 1963 reprezentacja Polski będąc gospodarzem mistrzostw Europy 1963 zdobyła wicemistrzostwo, w finale przegrała z reprezentacją ZSRR 45:61, a wcześniej pokonała m.in. reprezentację Jugosławii 83:72. Na dwóch kolejnych mistrzostwach Europy: ZSRR 1965 i Finlandia 1967 reprezentacja sięgnęła po brązowe medale. W 1967 reprezentacja jedyny raz w historii wystąpiła mistrzostwach świata – Urugwaj 1967, na których zajęła 5. miejsce. Witold Zagórski trzykrotnie prowadził reprezentację Polski na igrzyskach olimpijskich: Tokio 1964 (6. miejsce), Meksyk 1968 (6. miejsce) i Monachium 1972 (10. miejsce). Z funkcji trenera reprezentacji Polski zrezygnował w 1975 po niezakwalifikowaniu się przez nią na turniej olimpijski Montreal 1976. W latach 1967–1973 siedem razy prowadził drużynę Europy.
Następnie Witold Zagórski po otrzymaniu zgody władz sportowych rozpoczął pracę trenerską w Austrii. W latach 1978–1980 prowadził reprezentację Austrii, a w latach 1982–1984 prowadził I-ligowy Swans Gmunden. W Wiedniu i Gmunden kontynuował aktywność trenerską na różnych poziomach rozgrywek austriackich (kobiet i mężczyzn). Od 1992 prowadził w Salzburgu drużynę koszykówki na wózkach, która 13-krotnie zdobyła tytuł mistrza Austrii, wielokrotnie uczestniczyła też w europejskich pucharach. Prowadził także reprezentacje Austrii w tej dyscyplinie.

## Życie prywatne
Witold Zagórski od końca lat 70. mieszkał w Austrii. Chcąc przedłużyć kontrakt i nadal pracować za granicą, musiał się postarać o austriackie obywatelstwo, co wymuszało wówczas zrzeczenie się polskiego obywatelstwa i tak też zrobił. Od 1983 roku na stałe zamieszkał w Gmunden. Od 2008 przestał być trenerem. 31 grudnia 2015 doznał udaru. W ostatnich miesiącach życia rehabilitował się. Zmarł 30 czerwca 2016.

## Osiągnięcia

### Zawodnicze
Klubowe
- 2-krotny mistrz Polski (1959, 1961)
- 2-krotny wicemistrz Polski (1957, 1960)

Reprezentacja
- Uczestnik:
  - mistrzostw Europy (1955 – 5. miejsce)
  - meczu weteranów Polska vs Europa (1963)

### Trenerskie
Kadra
- Wicemistrz Europy (1963)
- 2-krotny brązowy medalista mistrzostw Europy (1965, 1967)
- Uczestnik:
  - igrzysk olimpijskich (1964 – 6. miejsce, 1968 – 6. miejsce, 1972 – 10. miejsce)
  - mistrzostw:
    - świata (1967 – 5. miejsce)
    - Europy:
      - 1963, 1965, 1967, 1969 – 4. miejsce, 1971 – 4. miejsce, 1973 – 12. miejsce, 1975 – 8. miejsce
      - U–16 (1979 – 12. miejsce)

  - Interkontynentalnego Pucharu FIBA (1972 – 4. miejsce)[4]

Indywidualne
- Trener drużyny gwiazd FIBA, podczas FIBA All-Star Games (1967–1973)

### Inne
- Srebrny Krzyż Zasługi (2.04.1969)
- Posiada swoją gwiazdę w Alei Gwiazd Koszykówki, w Polanicy-Zdroju (2007)